# 異修羅
『異修羅』（いしゅら）は、珪素による日本のライトノベル。イラストはクレタが担当している。電撃の新文芸（KADOKAWA）より2019年9月から刊行されている。『カクヨム』にて2017年6月から、『小説家になろう』で同年7月からそれぞれ連載されている。
2020年3月にはYouTubeの「電撃文庫チャンネル」にて若本規夫のナレーションによるスペシャルPVが公開された。
メディアミックスとして、メグリの作画による原作1巻「新魔王戦争」のコミカライズが『月刊少年マガジン』（講談社）にて2021年4月号より2024年6月号まで連載された。作画は「カクヨム発『異修羅』作画コンペ」にて選出。2024年と2025年にはテレビアニメが製作されている。

## 内容
本作は、過去に「本物の魔王」による大きな被害をうけたファンタジー世界を舞台に、「修羅」と呼ばれる強者達の殺し合いを描いている。
物語に登場する「修羅」たちは、単に戦闘で強いだけの存在ではなく、超人的な精神を持つ者もいれば、圧倒的な物量で勝負する者もいる。
本作は群像劇であり、話数ごとに異なるキャラクターにスポットがあてられる。
第1巻では大国家・黄都と都市国家との間戦争を描く一方、第2巻では大災害の中で修羅が殺し合う様子が描かれている。第3巻ではこれらを踏まえたうえで、黄都に修羅たちが集い、勇者を決めるためのトーナメント戦「六合上覧」が開かれる様子が描かれている。

## あらすじ
魔王が殺された後の世界。全生命の敵である本物の魔王を倒した何者か、すなわち本物の勇者の正体は分からなかった。恐怖が終わった時代、その勇者を決める為に世界最大の都市、黄都に修羅が集まる。勝ち進んだ一人こそが勇者の名誉を授けられる。こうして集いし十六名の修羅による死闘が幕を開けた。
第1巻
遠い鉤爪のユノは、突如起動した迷宮機魔（ダンジョンゴーレム）により故郷を失い、友人のリュセルスも殺されてしまったところを、異世界から来た剣豪・柳の剣のソウジロウに命を救われる。逆恨みだと自覚しながらも、弱者を顧みず自儘にふるまうソウジロウのような強者への復讐を誓い、ユノはソウジロウと行動を共にする。
世界最大の都市黄都に対し、黄都の将・警めのタレンがリチア新公国を率いて反乱を起こす。多くの強者が入り乱れる戦争の中、リチア側の戦力である海たるヒグアレ、夕暉の翼レグネジィ、鵲のダカイ、黄都側の戦力である濫回凌轢ニヒロが斃れ、最終的に反乱の首魁であるタレンが討たれたことで戦争は黄都側の勝利で終結する。
第2巻
正体不明の砂嵐「微塵嵐」が突如黄都に向けて動き出し、それに乗じて、女王セフィトの王位を不当だとする旧王国主義者らが黄都への反乱の準備を進める。
不死のゴーレム・窮知の箱のメステルエクシルとその製作者である軸のキヤズナは、かつてキヤズナのゴーレムたちを殺した微塵嵐への復讐に向かう。彼らのもとへ、メステルエクシルが旧王国主義者らから強奪した魔剣を取り立てるため、ドワーフの魔剣士・おぞましきトロアが現れ戦闘となり、さらにそこへ微塵嵐が到達する。微塵嵐の正体は、詞術によって莫大な量の砂を周囲にまとったワーム・微塵嵐アトラゼクであった。
黄都は、「天眼」と呼ばれる常識外の知覚能力を持つ小人・戒心のクウロの観測と巨人の弓使い・地平咆メレの狙撃により微塵嵐を討伐しようとする。クウロの天眼は全盛期から衰えており、うまく観測することができない。しかしそれは、自身が脅威として排除されようとしていることを予見したクウロが、無意識下で見ないようにしていたからであった。自身の天眼が失われていないことを知ったクウロは観測を成功させ、微塵嵐は討伐されるが、黄都にとって用済みとなったクウロは狙撃される。クウロの相棒である彷いのキュネーの嘆願に応え、トロアはクウロを救命する。
第3巻
異世界から来た政治家・逆理のヒロトは、傭兵都市オカフ自由都市の長・哨のモリオと協力関係を結ぶ。さらに旧王国主義者と黄都との戦争に介入し、交渉の結果、六合上覧への出場枠を2枠獲得、移り気なオゾネズマと千一匹目のジギタ・ゾギを出場者として送り込む。
「本物の勇者」を決めるトーナメント・六合上覧がとうとう開始する。第一試合は、無尽無流のサイアノプ、対、おぞましきトロア。サイアノプの先読みにより攻撃を当てることができないトロアだったが、「想念を受ける」という才によりサイアノプの動きを読み、魔剣を当てることに成功する。しかし、サイアノプは5年の寿命と引き換えにした生術により肉体を再生し、トロアの両膝を打ち抜き勝利する。
第二試合は、星馳せアルス、対、冬のルクノカ。圧倒的な強さを見せるルクノカに対し、数々の魔具を用いてその喉元へと迫ったアルスだったが、ルクノカ自身ですら知らなかった並外れた反射速度による噛みつきに敗れ、アルスは大地の亀裂に打ち捨てられる。
第4巻
第三試合は、移り気なオゾネズマ、対、柳の剣のソウジロウ。オゾネズマの切り札である「本物の魔王」の腕の恐怖に吞まれ自身の右足を切断してしまうソウジロウだったが、自由落下する手術刀を当てることで魔王の腕を切断し勝利する。敗れたオゾネズマは、本物の勇者の真実を公表する、という自身の望みもまた本物の魔王の恐怖に呑まれての自滅行為であったと悟る。
ユノは、諜報ギルド「黒曜の瞳」の主であるヴァンパイア・黒曜リナリスと偶然出会い、行動を共にすることとなる。
第四試合は、絶対なるロスクレイ、対、世界詞のキア。キアの規格外の詞術にロスクレイはなす術もなく追い込まれるが、審判はロスクレイ陣営に調略されており、決着を宣言しない。どれほどの傷を負っても外部からの詞術支援で再生するロスクレイに勝つにはもはや彼を殺すしかないが、キアにとってそれは耐え難い選択肢であった。そこに、キアの擁立者である赤い紙箋のエレアが降参を宣言し、キアは不正をはたらいたことにされ、試合はロスクレイの勝利となる。成り上がるために利用していたキアに、エレアはいつしか情が芽生えていた。ロスクレイとの試合の談合を反故にしたことで反逆者となったエレアはキアを逃がすが、自身は黄都の兵に斬殺される。
逆理のヒロトの協力者となった通り禍のクゼは、不言のウハクを引き入れるため、彼の擁立者である憂いの風のノーフェルトを暗殺する。その後クゼは第五試合の対戦相手である魔法のツーを暗殺しようとするが、真理の蓋のクラフニルに気づかれてしまう。クゼの目的が女王セフィトの暗殺だと気づいた厄運のリッケを、静かに歌うナスティークの自動反撃で殺してしまい、またも多くを殺してしまうことを覚悟するクゼ。しかしツーはクゼに殺意を向けず、殺意の連鎖を止めクゼを救うため六合上覧を棄権すると言い、第五試合はクゼの不戦勝となる。
第5巻
第六試合は、窮知の箱のメステルエクシル、対、奈落の巣網のゼルジルガ。「黒曜の瞳」構成員であるゼルジルガは、糸に伝わせたリナリスの血液を介してメステルエクシルにヴァンパイアのウイルスを感染させ勝利する。これにより「黒曜の瞳」はメステルエクシルという強大な戦力を手に入れる。キヤズナと、彼女の弟子でありメステルエクシルの擁立者でもある円卓のケイテはメステルエクシル離反により指名手配を受ける。ケイテらは「黒曜の瞳」の襲撃を受けたところを、旧王国主義者の残党に命を救われる。
第七試合は、音斬りシャルク、対、地平咆メレ。擁立者同士の政治的駆け引きにより、試合はメレに有利な遠距離からの開始となる。メレの壊滅的な威力の連射を潜り抜け、シャルクはメレのもとへ到達する。メレの詞術により作られた鋼線に絡め取られる寸前、第二試合でアルスが取り落とした魔具を用いて槍を射出し、シャルクが勝利する。
「黒曜の瞳」構成員・目覚めのフレイがメステルエクシルに命令し、クウロのいる病院を襲わせる。クウロは居合わせたトロア・キュネー・鉄貫羽影のミジアルを逃がし、自身も重傷を負いながらも生き延びる。
第八試合は、千一匹目のジギタ・ゾギ、対、不言のウハク。「黒曜の瞳」構成員・韜晦のレナが、死んだはずのノーフェルトに変装して現れたことで、試合は予定通り行われることとなる。ジギタ・ゾギは化学物質を用いて攻撃をしようとするが、既に空気感染によりリナリスの支配下にあったジギタ・ゾギは、体を動かすことができず、ウハクに撲殺される。天敵であるジギタ・ゾギの殺害に成功したリナリスは、逆理のヒロトをヴァンパイアのウイルスに感染させようとするが、それらの作戦がジギタ・ゾギに読まれていたのではないかという疑念にとらわれる。「黒曜の瞳」を失うことを恐れたリナリスは、ヒロトへの感染を取りやめて撤退を命じる。
第6巻
第二試合で敗れた星馳せアルスは、自身の肉体を魔具により機械に置換することで生き長らえていた。そこに、アルスに奪われたヒレンジンゲンの光の魔剣を取り返すため、おぞましきトロアが現れる。激闘の末トロアは、光の魔剣を含む、自身が持つ全ての魔剣とともに、魔剣で生み出した奈落へと消える。
肉体を機械に置換する代償に自我を失いつつあるアルスは、多くの魔具を保有する黄都へと襲撃を開始し、魔王自称者と認定される。多くの勇者候補者がアルスの対処にあたる中、静寂なるハルゲントは、因縁の相手にして友であるアルスと対決すべく、彼のもとへ向かう。そこに現れた通り禍のクゼがハルゲントを殺す素振りを見せたことで、アルスが彼を守るためクゼを殺そうとする。それによりナスティークの自動反撃が発動し、アルスは斃れる。死にゆくアルスにとどめを刺したハルゲントは、友の死体を民衆の前に掲げ、魔王自称者アルスの討伐を宣言する。
第7巻
元黄都第五卿・異相の冊のイリオルデが、ロスクレイに敵対する弾火源のハーディの陣営に合流し、「国防研究院」という施設を拠点として黄都転覆の準備を進める。
第九試合前日、サイアノプの擁立者である蝋花のクウェルはハーディ陣営に殺害され、彼女の遺体は国防研究院へと運ばれる。第九試合は、無尽無流のサイアノプ、対、冬のルクノカ。サイアノプは脳を破壊する一撃必殺の技を打ち込むことに成功するが、常軌を逸した生命力によりルクノカは死に至らない。イリオルデ陣営の種々の妨害工作の助けもあり、寿命を費やす全再生を3回と半分使用することで、サイアノプは二発目の一撃必殺の技を打ち込み辛くも勝利する。一対一の戦いではなかったことを詫びるサイアノプに対し、全力で戦えたことに満足しルクノカは絶命する。
第十試合当日、イリオルデ陣営が集う黄都転覆計画の会議の場で、ハーディが突如、イリオルデと彼の配下を皆殺しにする。ハーディはロスクレイと通じており、ロスクレイの敵対勢力をおびき出すため、彼との対立を装っていたのだった。
第8巻
ユノは衰弱するリナリスの命を救うため逆理のヒロトと面会する。ヒロトは無私の政治家として「黒曜の瞳」の味方をするという。それは真実である一方で、ヒロトはジギタ・ゾギを殺した彼らへの復讐の計画も進めていた。それに気づいたユノは、リナリスを救ってみせると宣言する。
第十試合当日、イリオルデ軍の反乱が開始する。ロスクレイ陣営にとっては予定内の反乱ではあるが、それでも鎮圧には労苦を要する。ロスクレイは第十試合を中止にする予定であったが、逆理のヒロトの策略により市民の目の前でソウジロウと出会わされたことで、試合の決行を余儀なくされる。
第十試合は、柳の剣のソウジロウ、対、絶対なるロスクレイ。予定外の試合であるが、ロスクレイは持てる策の数々を投入しソウジロウを極限まで弱体化させることに成功、ソウジロウは第三試合での右足欠損に加え、右腕を切り落とす重傷を負う。絶体絶命のソウジロウであったが、自身の骨を切り出して武器にするという奇策により勝利する。敗れたロスクレイは民衆の前で六合上覧の続行を宣言し、その後愛する女性であるイスカの胸の中で息絶える。
黄昏潜りユキハルは国防研究院に潜入するが、本物の勇者の正体を秘匿しようとする移り気なオゾネズマの襲撃を受け死亡する。そこにいた魔王自称者・さざめきのヴィガの手により、ユキハルの木箱の中にいた生首が蝋花のクウェルの肉体と接合され、リチア戦争で討たれた濫回凌轢ニヒロが復活する。
第9巻
ケイテとキヤズナは旧王国主義者の残党とともに「黒曜の瞳」のアジトへ向かい、キヤズナが重傷を負うのと引き換えにメステルエクシルの奪還に成功する。一方クウロは、自身を殺そうとしておぞましきトロアの死の遠因ともなった目覚めのフレイへの復讐を遂げる。彼らの行動は、「黒曜の瞳」への復讐をなそうとするヒロトに誘導されてのものでもあった。復讐に協力した千里鏡のエヌへの見返りとして、さざめきのヴィガのもとへリナリスを連れて行こうとするクウロだったが、そこに現れた遠い鉤爪のユノの願いにより、彼女も同行させる。リナリスに苦痛を与える実験を行うヴィガ。エヌとヴィガの目的は、親個体が命令を上書きできないヴァンパイアの変種「血魔（クルースニク）」という魔族を生み出し、感染者同士の殺傷を禁ずることで平和を実現するというものであった。
女王セフィトに会うという共通の目的を持つキアとツー、さらにツーが連れてきた不言のウハクの3名は行動を共にすることとなる。擁立者の制御を離れ黄都の脅威となった3名は「新魔王軍」と認定され討伐対象となる。ヒドウの命で彼らを追跡する音斬りシャルクはツーと接触し、これが事実上の第十二試合となる。激闘の末、シャルクを水中に引きずりこむツーだったが、自身の髪の毛で体を縛られたことで動けなくなり、水底に沈められ敗れる。
一方、キアは赤い紙箋のエレアが近々処刑されるという偽の情報により無人の区画におびき出され、メステルエクシルの襲撃を受ける。メステルエクシルは、キアを守っている詞術をキア自身に上書きさせ、そのわずかな隙にキアを酸素中毒に陥らせることで、絶命寸前まで追い込む。しかし、戦う前から繰り返し行使していた「エレアを守って」という詞術が自身の肉体に作用したことでキアは復活する。その後キアは、詞術でエレアを探すも反応がないことで既にエレアが死んでいると知り、どこかへと姿を消す。
速き墨ジェルキは、世界詞のキアの襲撃に備えてセフィトを護送しようとする。セフィトはジェルキに髪飾りを差し出し、「刺してみたい？」と尋ねる。それは死んだはずの「本物の魔王」に似ていた。

## 登場人物
声の項はテレビアニメ版の声優。

### 修羅
便宜上、本編中で「異修羅構文」と呼ばれる紹介文が挿入されるキャラクターをこの項で扱う。なお、六合上覧開始以前に退場するキャラクターが含まれる点、六合上覧への出場者と必ずしも一致しない点に注意されたい。
柳の剣のソウジロウ（やなぎのつるぎのソウジロウ）
声 - 梶裕貴
「彼方」からの「客人」であり、 地球最後の柳生新陰流の使い手を名乗る、ジャージを羽織った小柄な少年。つるりとした顔とぎょろぎょろ動く両目により、蛇や爬虫類を連想させる顔立ちをしている。常に斬ることを楽しみ、強敵と戦うことを求める戦闘狂。一目で相手の殺し方を見出す超直観と、頂点の剣術を持つ。
星馳せアルス（ほしはせアルス）
声 - 福山潤
本来腕を持たない鳥竜（ワイバーン）でありながら、生まれつき三本の腕を持つ冒険者。数々の伝説を踏破して手に入れた、超常の武器と道具を高い練度で扱う。物静かで淡々としているが、財宝や伝説への大きな欲望を抱えている。幼少期に静寂なるハルゲントと出会っており、彼を友達と呼び、尊敬の念を抱いている。
鵲のダカイ（かささぎのダカイ）
声 - 保志総一朗
「彼方」からの「客人」である盗賊。一見女性のように線の細い、長髪の男性。警めのタレンの右腕であり、人懐っこく飄々とした印象を与える。常軌を逸した観察能力と盗みの技術を持つ。あらゆる攻撃に絶対に先手を取る「ラズコートの罰の魔剣」を持つ。
夕暉の翼、レグネジィ（せっきのつばさレグネジィ）
声 - 森久保祥太郎
リチア新公国のワイバーン軍司令。極めて高い知能と苛烈な気性による恐怖政治、そして生術で操った「鋏刻虫」という昆虫に群れのワイバーンの脳を食い荒らさせ思考能力を奪うことにより、人間を食らう種族であるワイバーンをまとめ上げ、人族との共生を維持している。熱術の扱いにも長けている。
世界詞のキア（せかいしのキア）
声 - 悠木碧
森人（エルフ）の少女。生意気な面をもつが、心優しく、ごく普通の子供らしい精神性の持ち主。詠唱すら必要とせずあらゆる現象を引き起こす全能の詞術を操る。
海たるヒグアレ（うみたるヒグアレ）
声 - 杉田智和
長年奴隷剣闘士として暮らしていた根獣（マンドレイク）。微量で神経細胞を溶解する猛毒を有しており、身体から伸びる四十二本の蔓で毒が付着したナイフを操る。抑揚のない話し方をするが、生への強い執着心を持つ。
静かに歌うナスティーク（しずかにうたうナスティーク）
声 - 堀江由衣
創世の時より存在するとされる天使。彼女の持つ短剣「死の牙」でわずかにでも傷をつけられたものは即死する。通り禍のクゼにのみ知覚でき、クゼを殺害しようとする者を殺害する。
濫回凌轢、ニヒロ（らんかいりょうれきニヒロ）
声 - 高橋李依
ミステリアスな雰囲気を漂わせる屍魔（レヴナント）の少女。かつて黄都軍に大打撃を与えた生体兵器として幽閉されていたが、リチア新公国に対抗するために釈放された。蜘獣（タランチュラ）という巨大な蜘蛛型の魔物を基にした屍魔「埋葬のヘルネテン」に搭乗して戦う。
地平咆、メレ（ちへいほうメレ）
声 - 小山力也
サイン水郷に住まう巨人（ギガント）で、村の守り神として親しまれる。一見すると怠け者でぶっきらぼうな性格。超大型の弓を武器とし、地平線の果てから地形すら変えてしまうほどの威力の矢を超絶の精度で放つことができる。通常は努力というものをしない長命種でありながら、その生を弓の技術の研鑽のみに費やしている。
黒曜、リナリス（こくようリナリス）
声 - 東山奈央
地上最大の諜報ギルド「黒曜の瞳」の主である美しい血鬼（ヴァンパイア）の少女。ヴァンパイアのウイルスを空気感染させられる唯一の個体。「黒曜の瞳」が活躍できる戦乱の世を再びもたらすことを目的とする。
おぞましきトロア
声 - 小野大輔
大柄で体格に優れる山人（ドワーフ）の中で、とりわけ力の強い青年。魔剣を持つ者を殺害し、魔剣を奪ってゆくとされる伝説の存在。無数の魔剣を保有し、それら全ての奥義を使うことができる。星馳せアルスに奪われた「ヒレンジンゲンの光の魔剣」を取り返すことを目的とする。
窮知の箱のメステルエクシル（きゅうちのはこのメステルエクシル）
声 - 村瀬歩
魔王自称者・軸のキヤズナに製作されたゴーレム。外殻である機魔（ゴーレム）のメステルと、核である造人（ホムンクルス）のエクシルから成る。一方が死んでももう一方が再生させ、両方を同時に殺すことはできない。さらに、「彼方」の最新兵器を大量生産することも可能。
微塵嵐、アトラゼク（みじんあらしアトラゼク）
声 - 鳥海浩輔
ヤマガ大漠で神として信仰される砂嵐「微塵嵐」の正体である蛇竜（ワーム）。自身を恐れる人々が無意味な生贄を捧げるさまを楽しむ、悪辣な精神の持ち主。莫大な量の砂粒を力術で操って周囲にまとうことで、強力な攻撃と防御とを兼ねる。戒心のクウロの観測と地平咆メレの狙撃を利用した黄都の作戦により討伐された。
戒心のクウロ（かいしんのクウロ）
声 - 伊瀬茉莉也
焦茶色のコートを着た小人（レプラコーン）の男性。諜報ギルド「黒曜の瞳」の元メンバー。「天眼」と呼ばれる、五感だけでなく熱知覚、磁気感覚、共感覚、その他あらゆる感覚まで含んだ常軌を逸した知覚能力を持つ。また、それら情報を意識外で組み合わせることで疑似的な未来視も可能とする。
絶対なるロスクレイ（ぜったいなるロスクレイ）
声 - 小野賢章
黄都第二将。金色の髪と真紅の瞳をもつ美しい人間の男性。単独で竜を殺した伝説を持ち、英雄として民からの絶対の信頼を集める。実際には本人の戦闘能力は常人の域を出るものではなく、その実績は外部からの詞術支援と政治工作、そして本人の優れた演技力によるものである。速き墨ジェルキと協調し六合上覧に運営側として携わる一方、自らを擁立し六合上覧に出場する。
冬のルクノカ（ふゆのルクノカ）
声 - 井上喜久子
世界最強の種族である竜（ドラゴン）の中においてさらに最強とされる伝説の存在。地形や天候すら変える強力な氷の息（ブレス）の使い手。品の良い老女のような口調。自身が全力を出せる強者との戦いを望んでいる。
無尽無流のサイアノプ（むじんむりゅうのサイアノプ）
声 - 緑川光
砂の迷宮にて「彼方」の書物から学んだ武術の数々を極めた粘獣（ウーズ）。自由に変化する身体構造を活かし、打撃、投げ、絞めなど無限の戦闘パターンを持つ。
不言のウハク（ふごんのウハク）
声 - 稲田徹
神官に保護され、アリモ列村で人間たちとともに暮らしていた大鬼（オーガ）。世界の法則である詞術を消し去る力を持つ。不言のウハクと名付けられる前の名を「外なるセテラ」といい、「本物の勇者」の正体である。一切の感情を持たず、それ故に恐怖に侵されず「本物の魔王」を打ち倒すことができた。
音斬りシャルク（おとぎりシャルク）
声 - 山寺宏一
骸魔（スケルトン）の傭兵。音速を突破する機動力を持ち、人智を超えた精度と威力の槍撃を繰り出す。性格は冷笑的かつ挑発的。生前の記憶がなく、それを求めて様々な陣営を転々としている。
魔法のツー（まほうのツー）
声 - 久保ユリカ
本物の魔王が倒れたとされる「最後の地」に突如現れた正体不明の少女。純粋で正義感にあふれた性格。あらゆる攻撃に対して傷を負わない無敵の肉体を持つ。その正体は魔王自称者・色彩のイジックにより「本物の魔王」を倒すために製作された、擬魔（ミミック）という魔族である。かつて出会った女王セフィトに再び会うため六合上覧に出場する。
逆理のヒロト（ぎゃくりのヒロト）
声 - 緒方恵美
「彼方」からの「客人」である、人間の政治家。子供のような見た目ながら老成した印象を与える。「有権者」の目的を叶えるため六合上覧を利用する。
全ての敵、シキ（すべてのてきシキ）
「彼方」からの「客人」である人間。黒く長い髪と真っ黒な瞳の、セーラー服を着た少女。「本物の魔王」の正体。物語開始時点で既に死亡している。存在するだけであらゆる生命体を恐怖させ、彼女の恐怖に侵された者は自身や周囲の者を殺さずにはいられなくなる。この現象には一切の理由や意図が存在しない。

### 修羅以外の主要人物
遠い鉤爪のユノ（とおいかぎづめのユノ）
声 - 上田麗奈
ナガン迷宮都市の学士。起動したナガンの迷宮機魔（ダンジョンゴーレム）に友人のリュセルスを殺され、自身も殺されそうになるが、柳の剣のソウジロウに命を救われる。ソウジロウを含む、弱者を省みない強者への復讐を誓う。
通り禍のクゼ（とおりかのクゼ）
声 - 三木眞一郎
「教団」に属する不死身の始末屋。気怠げな笑みと共に自虐的な軽口をたたく。「本物の魔王」の時代の混乱の中で求心力を失った教団を再建することを目的とする。
警めのタレン（いましめのタレン）
声 - 朴璐美
元・黄都第二十三将。リチア新公国を率いて黄都に離反した魔王自称者。
月嵐のラナ（げつらんのラナ）
声 - 花守ゆみり
リチア新公国に所属する小柄な諜報兵。警めのタレンの命によって各地を探索し、精鋭を集めていた。音斬りシャルクと海たるヒグアレの召喚に成功する。
晴天のカーテ（せいてんのカーテ）
声 - 雨宮天
「本物の魔王」によって故郷と視力を失った少女。警めのタレンの養子となり、リチア新公国の中央城塞にある塔で暮らす。夕暉の翼レグネジィとは長い付き合いで、美しい歌声で彼を癒している。彼との思い出をいつも日記に記している。
移り気なオゾネズマ（うつりぎなオゾネズマ）
声 - 平田広明
蒼銀の毛並みを持つ、巨大な狼のような姿をした八足の混獣（キメラ）。様々な生物の優れた生体素材で全身が構成されている。背の中には無数の人間の腕が生えており、戦闘時にはその腕を用いて手術具を操る。逆理のヒロトと組み、六合上覧に出場する。
千一匹目のジギタ・ゾギ（せんいちひきめのジギタ ゾギ）
声 - 高木渉
卓越した小鬼（ゴブリン）の戦術家で、人族の社会でゴブリンの権利を認めさせることを目的とする。逆理のヒロトと組み、六合上覧に出場する。
奈落の巣網のゼルジルガ（ならくのすあみのゼルジルガ）
声 - 松重慎
諜報ギルド「黒曜の瞳」のメンバーの砂人（ズメウ）の女性。黒曜リナリスの命を受けて六合上覧に出場する。
彷いのキュネー（まよいのキュネー）
声 - 伊藤美来
戒心のクウロの相棒である造人（ホムンクルス）。鳥の翼が生えており、小鳥のように飛行する。
軸のキヤズナ（じくのキヤズナ）
声 - くじら
乱雑な身なりの小柄な老婆。ナガンの迷宮機魔（ダンジョンゴーレム）や窮知の箱のメステルエクシルを製作した工術士。魔王自称者であったが、メステルエクシルの六合上覧出場に伴い魔王自称者認定を解除された。
イスカ
黄都の辺境で母親と暮らす少女。絶対なるロスクレイの真実を知る唯一の民間人。
真理の蓋のクラフニル（しんりのふたのクラフニル）
声 - 山口勝平
第五の詞術系統である「心術」を極めたと語る詞術士。自身が製作した魔族を遠隔操作してコミュニケーションを行うため、本人の外見は不明。厄運のリッケとともに「最後の地」にて魔法のツーを発見する。光暈牢のユカの擁立を受けて六合上覧に出場する予定であったが、魔法のツーにその席を譲る。
厄運のリッケ（やくうんのリッケ）
声 - 古川慎
弓を武器とする山人（ドワーフ）の傭兵。自身へ迫る脅威の前兆を赤色の色覚で感じることができる。真理の蓋のクラフニルとともに「最後の地」にて魔法のツーを発見する。
哨のモリオ（みはりのモリオ）
「彼方」からの「客人」。猛獣を思わせる筋肉質な体格と口髭の男性。民間軍事会社としての活動を行う独立都市「オカフ自由都市」の主。逆理のヒロトの協力者。
黄昏潜りユキハル（たそがれもぐりユキハル）
声 - 間宮康弘
記者の「客人」。首から写真機を下げ、背中に簡素な木箱を背負った小太りの男性。逆理のヒロトの協力者。
漂う羅針のオルクト（ただようらしんのオルクト）
声 - 八代拓
詩人の男性。心を持たない獣や「本物の魔王」の恐怖に侵された者すら聞き入る歌唱の才能を持つ。自身の歌で「本物の魔王」を感動させると豪語し、「本物の魔王」へと挑むが、敗北し死亡した。
星図のロムゾ（せいずのロムゾ）
声 - 大塚芳忠
「本物の魔王」へ挑み敗れた「最初の一行」の生き残り。人体経絡を熟知した技術医療の先駆者。「本物の魔王」の恐怖により仲間を手にかけたことで、正義や信念を信じられない人格破綻者になってしまった。
黒い音色のカヅキ（くろいねいろのカヅキ）
声 - 水樹奈々
「彼方」からの「客人」。迷宮化された都市「大氷塞」を単独で解放した伝説で知られる。空気抵抗や慣性を利用し、銃の弾道を自在に操り曲射を行うことができる。

### 黄都二十九官
基図のグラス（きずのグラス）
声 - 多田野曜平
黄都第一卿。初老に差し掛かる年齢の男性。二十九官の会議を取り仕切る議長を担う。
速き墨ジェルキ（はやきすみジェルキ）
声 - 子安武人
黄都第三卿。鋭利な印象の文官然とした眼鏡の男性。
円卓のケイテ（えんたくのケイテ）
声 - 盆子原康
黄都第四卿。極めて苛烈な気性の男性。窮知の箱のメステルエクシルの擁立者。
異相の冊のイリオルデ（いそうのふみのイリオルデ）
元・黄都第五卿。枯木のように老いた男性。六合上覧の裏で暗躍する。
静寂なるハルゲント（せいじゃくなるハルゲント）
声 - 大塚明夫
黄都第六将。無能と馬鹿にされながらも権力を求める男性。鳥竜（ワイバーン）狩りを専らにして手柄を立てたことから「羽毟り」とあだ名される。冬のルクノカの擁立者。
先触れのフリンズダ（さきぶれのフリンズダ）
黄都第七卿。金銀の装飾に身を包んだ肥満体の女性。財力のみを信じる現実主義者。魔法のツーの擁立者。
文伝てシェイネク（あやつてシェイネク）
黄都第八卿。多くの文字の解読と記述が可能な男性。第一卿・基図のグラスの実質的な書記。
鏨のヤニーギズ（たがねのヤニーギズ）
黄都第九将。針金のような体格と乱杭歯の男性。通り禍のクゼの擁立者。
蝋花のクウェル（ろうかのクウェル）
黄都第十将。長い前髪に眼が隠れている女性。無尽無流のサイアノプの擁立者。
暮鐘のノフトク（ぼしょうのノフトク）
黄都第十一卿。温和な印象を与える年老いた男性。教団の管轄を担う。通り禍のクゼの擁立者。
白織サブフォム（はくしょくサブフォム）
黄都第十二将。鉄面で顔を覆った男性。
千里鏡のエヌ（せんりきょうのエヌ）
声 - 逢坂良太
黄都第十三卿。髪を全て後ろに撫で付けた貴族の男性。奈落の巣網のゼルジルガの擁立者。
光暈牢のユカ（こううんろうのユカ）
声 - 山本格
黄都第十四将。丸々と肥った純朴な男性。野心というものが全くない。国家公安部門を統括する。移り気なオゾネズマの擁立者。
淵藪のハイゼスタ（えんそうのハイゼスタ）
黄都第十五将。皮肉めいた笑みを浮かべる壮年の男性。素行不良が目立つ。
憂いの風のノーフェルト（うれいのかぜのノーフェルト）
黄都第十六将。異常長身の男性。クゼと同じ教団の救貧院出身。不言のウハクの擁立者。
赤い紙箋のエレア（あかいしせんのエレア）
声 - 能登麻美子
黄都第十七卿。娼婦の家系から成り上がった、若く美しい女性。諜報部門を統括する。灰境ジヴラートの擁立者。世界詞のキアを切り札として隠し持つ。
片割月のクエワイ（かたわれづきのクエワイ）
黄都第十八卿。若く陰気な男性。
遊糸のヒャッカ（ゆうしのヒャッカ）
黄都第十九卿。農業部門を管轄する小柄な男性。二十九官という地位にふさわしくなるため気を張っている。音斬りシャルクの擁立者。
鎹のヒドウ（かすがいのヒドウ）
声 - 岡本信彦
黄都第二十卿。傲慢な御曹司であると同時に才覚と人望を兼ね備えた男性。星馳せアルスの擁立者。
紫紺の泡のツツリ（しこんのあわのツツリ）
黄都第二十一将。白髪交じりの髪を後ろでまとめた女性。
鉄貫羽影のミジアル（てっかんうえいのミジアル）
声 - 田中ちえ美
黄都第二十二将。弱冠十六歳にて二十九官となった男性。物怖じをしない気質。おぞましきトロアの擁立者。
荒野の轍のダント（こうやのわだちのダント）
黄都第二十四将。生真面目な気質の男性。千一匹目のジギタ・ゾギの擁立者。
空雷のカヨン（くうらいのカヨン）
声 - 柳田淳一
黄都第二十五将。女性のような口調で話す隻腕の男性。地平咆メレの擁立者。
囁かれしミーカ（ささやかれしミーカ）
黄都第二十六卿。四角い印象を与える厳しい女性。六合上覧の審判を務める。
弾火源のハーディ（だんかげんのハーディ）
黄都第二十七将。戦争を本心から好む老いた男性。軍部の最大派閥を抱える重鎮。柳の剣のソウジロウの擁立者。
整列のアンテル（せいれつのアンテル）
声 - 中務貴幸
黄都第二十八卿。暗い色眼鏡をかけた褐色肌の男性。

## 用語
詞術
世界にはたらいている法則。広義の詞術と狭義の詞術とがある。
広義の詞術は、言語に関わらず、音が伝わるだけで意味を伝達することを可能とする。これにより異なる種族間でも会話が可能となる。
狭義の詞術は、広義の詞術を応用し、会話の機能を持たない物体に対してはたらきかけることで何らかの現象を起こす技術である。狭義の詞術は四つの系統に大別され、それぞれ、炎、雷、光などのエネルギーを作り出す「熱術」、既にある物質やエネルギーに運動量を与える「力術」、物質を予め定めた形状に変える「工術」、物質の性質を変える「生術」である。
二つ目の名
「柳の剣の」「星馳せ」のように、出生名の前に付けられる名で、その者の性質を端的に表す。二つ目の名まで含めて正式な名前とされる。王族は二つ目の名を持たない。
黄都
魔王亡き後に、大陸を統一した国家。西連合王国の王族の生き残りであるセフィトを女王に戴くが、実権は黄都二十九官が握っている。
黄都二十九官
黄都の政治を執り行う二十九の官僚。卿が文官、将が武官。年功や数字による上下関係はない。第五官、第二十九官が空席となっており、警めのタレンの離反に伴い第二十三官も空席となった。
本物の魔王
世界の破壊を引き起こした人物。物語開始時点ですでに死亡しており、正体も不明であるが、人々の話題に上がったり、物語を動かすきっかけとなる。
本物の勇者
「本物の魔王」を倒したとされる正体不明の存在。
六合上覧
「本物の勇者」を決めるためのトーナメント。黄都第三卿、速き墨ジェルキの発案。「六合」は天地と四方を合わせた語から、「上覧」は女王セフィトの御前で行われることから名づけられた。出場には黄都二十九官のうち一名の擁立が必要となる。出場者は「勇者候補」と呼ばれる。出場者同士の直接的な戦闘だけでなく、擁立者同士の政治闘争としての側面も持つ。
「本物の魔王」の時代の混乱を立て直すため、民の希望の象徴となる"本物の勇者"を決める必要があるが、仮の勇者を立てた後に本物が現れた場合、民の不信が爆発する恐れがある。そのため、黄都が勇者を探していることを大々的に周知し、後になって本物が現れる余地をなくす、というのが表向きの開催理由である。速き墨ジェルキの意図する実際の開催理由は、国家の脅威となる可能性のある強者たちを一掃し、さらに勇者という新たな権威を打ち立てることで王政を廃止し共和制へと移行することである。
彼方
作品世界から見た異世界。我々の住む現実世界と酷似している。
客人
「彼方」からの異世界転移者。「彼方」の常識から逸脱した何らかの異常な能力を有しており、それ故に異修羅の世界に放逐される。「広義の詞術」による会話は可能であるが、「狭義の詞術」を使うことができない。
魔王軍
「本物の魔王」の恐怖に侵され正気を失った者たち。もともとは大半が一般市民であるので戦闘能力はほぼ無いが、接触・目撃しただけで恐怖が伝播していく。
魔王自称者
三王国（正統北方王国・中央王国・西連合王国）の正統な王ではない「魔なる王」たちの総称。王を自称せずとも大きな力を持ち黄都を脅かす行動をとる者を、黄都が魔王自称者と認定し討伐対象とする場合もある。かつては彼らこそが「魔王」と呼ばれていたが、“本物の魔王”の出現に伴い「魔王自称者」に呼び改められた。
魔剣・魔具
強大な能力を持った剣や道具。客人と同様に、強い力を宿すために「彼方」から転移させられてきた器物もある。
教団
世界最大の宗教組織。世界を創造したとされる「詞神」を信仰する。救貧院の運営等の慈善事業を行っていたが、「本物の魔王」の時代の戦乱の中で、黄都により民の不満の矛先を向けられる身代わりとされ、消滅の危機に瀕している。

## 作風・特徴
本作は「メインの物語がそのままトーナメント形式で進行する」という特徴があり、WEB小説では珍しい形式となっている。また、WEB版での「一人ひとりにスポットを当てた後に、大会を開催する構成」は作者によれば「『喧嘩商売』で闘士のエピソードが紹介され、続編『喧嘩稼業』でメインの大会が始まるという形を意識している」とのこと。また、キャラクター紹介の最後に入るキャラクターの特徴を説明する文章（作者はこれを「異修羅構文」と呼んでいる）も、『喧嘩稼業』のナレーションが好きであることから意識して書いているという。
作者は戦闘描写を書く上で「戦いのなかで自分の考えを上回られた側が敗北する」という点をこだわっており、それに加えて「ただ負けたからといって敗者を弱く見せないこと」も気を付けているという。これは「負けたキャラクターも負けた上で最強である」と読者に感じて欲しいという作者の考えによるものである。

## 制作背景
作者が以前から参加していたネットゲームのコミュニティ『戦闘破壊学園ダンゲロス』では、仲の良いプレイヤー同士でカクヨムにオリジナル小説を投稿し、互いに読みあうことが流行っていた。作者自身もそれに興味を持ち、プレイヤーの一人と「カクヨムに小説を投稿して、どちらが星（評価点）を取れるか勝負しよう」という話になり、これがきっかけでカクヨムで本作を書くようになった。
書籍化に際には「12万文字の加筆」が話題となったが、こうなった経緯について作者は「WEB版のように個別のエピソードだけを書くと、書籍の1巻としては厳しい。作者としてはトーナメント参加者全員に感情移入してもらい、その上で勝者を予想してほしいと考えた時に丸々新しいエピソード書けばいいのではないかと提案した」と述べている。
トーナメントに参加する最強の16名のキャラクター設定について、作者はまずファンタジー世界で代表的な種族をなるべく被らないようにピックアップし、そのうえでその種族が一番力を発揮できる職業を考え、その二つの組み合わせからどのような強さを持っているのかを考える。そこからその人物の送ってきた人生やその人物の考え方を決めていく。

## 評価
書評家・ライターのタニグチリウイチは本作について「今は弱者である主人公が、強大な壁を突破していくカタルシスがシリーズの読みどころになっている。しかし、誰もが最強で、誰もが英雄の『異修羅』シリーズの設定は、そうしたカタルシスを得るための拠り所がなく、辿り着くべきゴールも見えない。長大なストーリーを引っ張っていく上ではハンディとなるが、だからこそ読み手に『誰かを推しに決め、強さの行方を追っていく』という独自の楽しみ方ができる」と述べている。
『このライトノベルがすごい！2020』のコーナー「わたしのおすすめライトノベル」では『七つの魔剣が支配する』や『ねじ巻き精霊戦記 天鏡のアルデラミン』の著者・宇野朴人が本作を選んでいる。
『このライトノベルがすごい！2021』では単行本・ノベルス部門と新作部門でダブル1位を獲得している。翌年の『このライトノベルがすごい！2022』では単行本・ノベルス部門で5位を獲得している。

## 既刊一覧

### 小説
- 珪素（著）・ クレタ（イラスト）、KADOKAWA〈電撃の新文芸〉、既刊9巻（2024年2月16日現在）
  - 『異修羅I 新魔王戦争』、2019年9月17日初版発行（同日発売[61]）、ISBN 978-4-04-912564-1
  - 『異修羅II 殺界微塵嵐』、2020年3月17日初版発行（同日発売[62]）、ISBN 978-4-04-912895-6
  - 『異修羅III 絶息無声禍』、2020年8月12日初版発行（同日発売[63]）、ISBN 978-4-04-913205-2
  - 『異修羅IV 光陰英雄刑』、2021年2月17日初版発行（同日発売[64]）、ISBN 978-4-04-913532-9
  - 『異修羅V 潜在異形種』、2021年9月17日初版発行（同日発売[65]）、ISBN 978-4-04-913739-2
  - 『異修羅VI 栄光簒奪者』、2022年7月17日初版発行（7月15日発売[66]）、ISBN 978-4-04-914157-3
  - 『異修羅VII 決凍終極点』、2023年2月17日発売[67]、ISBN 978-4-04-914864-0
  - 『異修羅VIII 乱群外道剣』、2023年10月17日発売[68]、ISBN 978-4-04-915172-5
  - 『異修羅IX 凶夭増殖巣』、2024年2月16日発売[69]、ISBN 978-4-04-915466-5
  - 『異修羅X 殉教徒孤行』、2024年12月17日発売[70]、ISBN 978-4-04-915829-8

### 漫画
- 珪素（原作）・クレタ（キャラクター原案）・メグリ（作画） 『異修羅 新魔王戦争』 講談社〈KCデラックス〉、全4巻
  1. 2021年7月16日発売[71][72]、ISBN 978-4-06-523797-7
  2. 2021年12月16日発売[73]、ISBN 978-4-06-525794-4
  3. 2023年12月15日発売[74]、ISBN 978-4-06-527776-8
  4. 2024年6月17日発売[75]、ISBN 978-4-06-535670-8

## テレビアニメ
2023年2月にテレビアニメ化が発表された。第1期は2024年1月から3月までTOKYO MXほかにて放送された。ナレーションは土師孝也。
第2期は2025年1月から3月まで放送された。

### スタッフ
- 原作 - 珪素[10]
- 総監督 - 高橋丈夫[10]
- 監督 - 小川優樹[10]
- 助監督 - 朝岡卓矢（第1期）、浅利藤彰、間島崇寛、青柳宏宜[10]
- シリーズ構成・脚本 - 猪原健太[10]
- キャラクターデザイン - 菊地洋子、高品有桂[10]
- モンスターデザイン - 飯島弘也、反田誠二[10]
- メカデザイン - 鈴木勘太[10]
- ワールドデザイン - 福島達也[10]、kuren
- プロップデザイン - 橘紀嘉、福島達也、京須ケンタ、反田誠二、うめつゆきのり、宮豊
- 美術設定 - 須江信人、多田周平[10]、グーフィー（第1期）、竹内柚紀（第1期）、渡辺伸（第1期）
- 美術監督 - 畠山佑貴[10]
- 背景美術 - 草薙[10]
- 色彩設計 - 歌川律子[10]
- 撮影・CGアニメーション制作 - サンジゲン[10]
- 3D監督 - 今義和
- 撮影監督 - 井上麻梨[10]
- 編集 - 丹彩子[10]
- 音響監督 - 濱野高年[10]
- 音響効果 - 中島勝大[10]
- 音響制作 - マジックカプセル[10]
- 音楽 - 得田真裕[10]
- 音楽制作 - KADOKAWA[10]
- 音楽プロデューサー - 若林豪
- プロデューサー - 田中翔（第1期）、佐藤平、Julien Vig、小野塚強、瀬戸口尚斗（第2期）
- アニメーションプロデューサー - 西藤和広
- アニメーション制作 - パッショーネ[10]
- 製作 - 異修羅製作委員会[10]

### 主題歌
「修羅に堕として」
sajou no hanaによる第1期オープニングテーマ。作詞・作曲・編曲はキタニタツヤ。
「白花」
鈴木このみによる第1期エンディングテーマ。作詞はkoshi、作曲は北川勝利、編曲はeta。
「True Peak」
前島麻由による第2期オープニングテーマ。作詞・作曲・編曲はR・O・N。
「THE IOLITE」
sajou no hanaによる第2期エンディングテーマ。作詞はsana、作曲・編曲はナノウ。

### 各話リスト
| 話数       | サブタイトル                                 | 絵コンテ              | 演出              | 作画監督 | 総作画監督 | 初放送日      |       |       |       |       |       |       |       |       |       |       |       |       |       |       |       |       |       |       |
| 第1期      | 第1期                                        | 第1期                 | 第1期             | 第1期 | 第1期 | 第1期         | 第1期 | 第1期 | 第1期 | 第1期 | 第1期 | 第1期 | 第1期 | 第1期 | 第1期 | 第1期 | 第1期 | 第1期 | 第1期 | 第1期 | 第1期 | 第1期 | 第1期 | 第1期 |
| ---------- | -------------------------------------------- | --------------------- | ----------------- | --- | --- | ------------- | ----- | ----- | ----- | ----- | ----- | ----- | ----- | ----- | ----- | ----- | ----- | ----- | ----- | ----- | ----- | ----- | ----- | ----- |
| 第一話     | 柳の剣のソウジロウ                           | 高橋丈夫              | 朝岡卓矢          | 吉田潤 近藤源一郎 松島慎太郎 佐倉みなみ 坂田理 福島達也 中野典克                                                                       | 高品有桂 | 2024年 1月3日 |       |       |       |       |       |       |       |       |       |       |       |       |       |       |       |       |       |       |
| 第二話     | 星馳せアルス                                 | 小川優樹              | 浅利藤彰          | 橋本英樹 高橋成之 福島達也 | 野田康行 日向晴香                                                                                             | 1月10日       |       |       |       |       |       |       |       |       |       |       |       |       |       |       |       |       |       |       |
| 第三話     | 鵲のダカイと夕暉の翼レグネジィ               | 高橋成世              | 間島崇寛          | 戸羽谷沙知 佐藤好 福島達也 石井祐美子                                                                                                  | 桜井正明 熊田明子                                                                                             | 1月17日       |       |       |       |       |       |       |       |       |       |       |       |       |       |       |       |       |       |       |
| 第四話     | 濫回凌轢ニヒロと世界詞のキア                 | 佐野隆史              | 青柳宏宜          | 西川真人 舛舘俊秀 鈴木健史 | 岩崎だいすけ 熊田明子 福島達也 近藤源一郎                                                                     | 1月24日       |       |       |       |       |       |       |       |       |       |       |       |       |       |       |       |       |       |       |
| 第五話     | 海たるヒグアレと静かに歌うナスティーク       | 森本育郎              | 浅利藤彰 嵯峨敏   | 才木康寛 吉田潤 福島達也 | 高品有桂 日向晴香 野田康行 高橋成之 桜井正明                                                                  | 1月31日       |       |       |       |       |       |       |       |       |       |       |       |       |       |       |       |       |       |       |
| 第六話     | 陣営集結                                     | 高橋成世              | 青柳宏宜          | 戸羽谷沙知 舛舘俊秀 佐藤好 才木康寛 | 熊田明子 | 2月7日        |       |       |       |       |       |       |       |       |       |       |       |       |       |       |       |       |       |       |
| 第七話     | 交戦開始                                     | 森本育郎              | 間島崇寛          | 西川真人 高橋竜弥 満若たかよ | 杉本里菜 近藤源一郎 福島達也 桜井正明 熊田明子                                                                | 2月14日       |       |       |       |       |       |       |       |       |       |       |       |       |       |       |       |       |       |       |
| 第八話     | 新魔王戦争                                   | 小川優樹              | 森友宏樹 加藤峻一 | 戸羽谷沙知 福島達也 西川真人 岩崎だいすけ 熊田明子 橋本英樹 桜井正明 石田啓一                                                          | 高橋成之 | 2月21日       |       |       |       |       |       |       |       |       |       |       |       |       |       |       |       |       |       |       |
| 第九話     | 空からの戦火                                 | 森本育郎              | 浅利藤彰          | 才木康寛 大河広行 橋本英樹 舛舘俊秀 吉田潤                                                                                             | 高品有桂 近藤源一郎                                                                                           | 2月28日       |       |       |       |       |       |       |       |       |       |       |       |       |       |       |       |       |       |       |
| 第十話     | 消える災厄                                   | 佐野隆史              | 間島崇寛          | 吉田潤 才木康寛 大河広行 舛舘俊秀 橋本英樹 福島達也 所沢映画                                                                           | 高品有桂 近藤源一郎 杉本里菜 高橋成之 桜井正明 熊田明子                                                       | 3月6日        |       |       |       |       |       |       |       |       |       |       |       |       |       |       |       |       |       |       |
| 第十一話   | 落日の時                                     | 高橋成世              | 青柳宏宜          | 吉田潤 佐藤好 舛舘俊秀 西川真人 才木康寛 大河広行 所沢映画                                                                             | 高品有桂 杉本里菜 近藤源一郎 福島達也 桜井正明 熊田明子 高橋成之 日向晴香                                     | 3月13日       |       |       |       |       |       |       |       |       |       |       |       |       |       |       |       |       |       |       |
| 第十二話   | 修羅                                         | 高橋成世              | 青柳宏宜          | 高橋成之 才木康寛 橋本英樹 熊田明子 舛舘俊秀 満若たかよ                                                                                | 高品有桂 桜井正明 杉本里菜 福島達也                                                                           | 3月20日       |       |       |       |       |       |       |       |       |       |       |       |       |       |       |       |       |       |       |
| 第2期      |                                              |                       |                   | | |               |       |       |       |       |       |       |       |       |       |       |       |       |       |       |       |       |       |       |
| 第十三話   | 地平咆、メレ                                 | 高橋丈夫              | 間島崇寛          | 吉田潤 福島達也 | 高品有桂 近藤源一郎 松島慎太郎 岩崎だいすけ                                                                   | 2025年 1月8日 |       |       |       |       |       |       |       |       |       |       |       |       |       |       |       |       |       |       |
| 第十四話   | 黒曜、リナリス                               | 高橋成世              | 青柳宏宜          | 戸羽谷沙知 舛舘俊秀 へばらぎ 橋爪伸弥 kuren                                                                                            | 杉本里菜 橋本英樹                                                                                             | 1月15日       |       |       |       |       |       |       |       |       |       |       |       |       |       |       |       |       |       |       |
| 第十五話   | おぞましきトロアと窮知の箱のメステルエクシル | 高橋成世              | 浅利藤彰          | 戸羽谷沙知 熊田明子 福島達也 舛舘俊秀                                                                                                  | 桜井正明 | 1月22日       |       |       |       |       |       |       |       |       |       |       |       |       |       |       |       |       |       |       |
| 第十六話   | 微塵嵐アトラゼク・前篇                       | 高橋成世              | 石黒達也          | 橋爪伸弥 熊田明子 | 高橋成之 | 1月29日       |       |       |       |       |       |       |       |       |       |       |       |       |       |       |       |       |       |       |
| 第十七話   | 微塵嵐アトラゼク・後篇                       | 森本育郎              | 間島崇寛          | 近藤源一郎 戸羽谷沙知 田牧直樹 福島達也 谷村文 橋爪伸弥                                                                                | 高品有桂 高橋成之                                                                                             | 2月5日        |       |       |       |       |       |       |       |       |       |       |       |       |       |       |       |       |       |       |
| 第十八話   | 絶対なるロスクレイ                           | 高橋成世              | 浅利藤彰          | 熊田明子 才木康寛 舛舘俊秀 福島達也 谷村文                                                                                             | 桜井正明 杉本里菜                                                                                             | 2月12日       |       |       |       |       |       |       |       |       |       |       |       |       |       |       |       |       |       |       |
| 第十九話   | 冬のルクノカと無尽無流のサイアノプ           | 佐野隆史              | 青柳宏宜 小川優樹 | 福島達也 熊田明子 | 岩崎だいすけ 天﨑まなむ 橋本英樹                                                                              | 2月19日       |       |       |       |       |       |       |       |       |       |       |       |       |       |       |       |       |       |       |
| 第二十話   | 不言のウハク                                 | 森本育郎              | 嵯峨敏 加藤峻一   | 戸羽谷沙知 辛泽麒 谷村文 橋本英樹 田牧直樹 kuren 橋爪伸弥                                                                              | 高橋成之 | 2月26日       |       |       |       |       |       |       |       |       |       |       |       |       |       |       |       |       |       |       |
| 第二十一話 | 黒い音色のカヅキ                             | 高橋成世              | 間島崇寛          | 福島達也 舛舘俊秀 谷村文 辛泽麒 岩崎だいすけ                                                                                           | 高品有桂 桜井正明 橋爪伸弥 近藤源一郎                                                                         | 3月5日        |       |       |       |       |       |       |       |       |       |       |       |       |       |       |       |       |       |       |
| 第二十二話 | 魔法のツー                                   | 高橋成世              | 浅利藤彰          | 戸羽谷沙知 水上ろんど 舛舘俊秀 岩崎だいすけ 熊田明子 福島達也 橋本英樹 辛泽麒 谷村文 吉田潤                                            | 杉本里菜 | 3月12日       |       |       |       |       |       |       |       |       |       |       |       |       |       |       |       |       |       |       |
| 第二十三話 | 逆理のヒロト                                 | 小川優樹 セトウケンジ | 青柳宏宜          | 熊田明子 水上ろんど kuren 橋爪伸弥 谷村文 吉田潤 福島達也 大河広行 舛舘俊秀 陈家兴 李绍川 曾山 岩崎だいすけ 鈴木健史 天﨑まなむ 辛泽麒 | 高橋成之 近藤源一郎 杉本里菜                                                                                  | 3月19日       |       |       |       |       |       |       |       |       |       |       |       |       |       |       |       |       |       |       |
| 第二十四話 | 全ての敵、シキ                               | 小川優樹              | 間島崇寛          | 熊田明子 水上ろんど kuren 舛舘俊秀 戸羽谷沙知 谷村文                                                                                   | 高品有桂 近藤源一郎 吉田潤 福島達也 杉本里菜 橋本英樹 田牧直樹 桜井正明 鈴木勘太 高橋成之 天﨑まなむ 橋爪伸弥 | 3月26日       |       |       |       |       |       |       |       |       |       |       |       |       |       |       |       |       |       |       |

### 放送局
| 放送期間                | 放送時間                     | 放送局             | 対象地域       | 備考                                 |
| ----------------------- | ---------------------------- | ------------------ | -------------- | ------------------------------------ |
| 2024年1月3日 - 3月20日  | 水曜 23:00 - 23:30           | TOKYO MX           | 東京都         |                                      |
| 2024年1月4日 - 3月21日  | 木曜 0:00 - 0:30（水曜深夜） | BS日テレ           | 日本全域       | BS/BS4K放送 / 『アニメにむちゅ〜』枠 |
|                         | 木曜 1:00 - 1:30（水曜深夜） | サンテレビ         | 兵庫県         |                                      |
|                         |                              | KBS京都            | 京都府         |                                      |
|                         | 木曜 1:55 - 2:25（水曜深夜） | 北海道テレビ       | 北海道         | 『アニメな時間』枠                   |
|                         |                              | テレビ静岡         | 静岡県         | 初回は2:05 - 2:35に放送              |
|                         | 木曜 1:59 - 2:29（水曜深夜） | ミヤギテレビ       | 宮城県         |                                      |
|                         | 木曜 3:00 - 3:30（水曜深夜） | RKB毎日放送        | 福岡県         |                                      |
| 2024年1月5日 - 3月22日  | 金曜 1:55 - 2:25（木曜深夜） | 長崎放送           | 長崎県         | 初回は1:40 - 2:10に放送              |
|                         | 金曜 2:15 - 2:47（木曜深夜） | メ〜テレ           | 中京広域圏     |                                      |
|                         | 金曜 2:26 - 2:56（木曜深夜） | チューリップテレビ | 富山県         | 初回は1:56 - 2:26に放送              |
|                         | 金曜 22:30 - 23:00           | AT-X               | 日本全域       | CS放送 / 字幕放送 / リピート放送あり |
| 2024年1月7日 - 3月24日  | 日曜 1:15 - 1:45（土曜深夜） | 福井テレビ         | 福井県         |                                      |
| 2024年1月9日 - 3月26日  | 火曜 2:00 - 2:30（月曜深夜） | 山陰放送           | 島根県・鳥取県 |                                      |
|                         | 火曜 2:19 - 2:49（月曜深夜） | 琉球放送           | 沖縄県         | 初回は1:44 - 2:14に放送              |
| 2024年1月11日 -         | 木曜 1:30 - 2:00（水曜深夜） | あいテレビ         | 愛媛県         | 『KADOKAWAアニメ劇場』枠             |
| 2024年1月11日 - 3月21日 | 木曜 2:00 - 2:30（水曜深夜） | テレビ新広島       | 広島県         | 初回は2話連続放送                    |
| 2024年1月11日 -         | 木曜 2:28 - 2:58（水曜深夜） | IBC岩手放送        | 岩手県         |                                      |
|                         | 木曜 2:59 - 3:29（水曜深夜） | テレビ新潟         | 新潟県         | 初回は2話連続放送                    |
|                         | 木曜 3:00 - 3:30（水曜深夜） | テレビ山梨         | 山梨県         |                                      |
| 2024年1月12日 -         | 金曜 2:05 - 2:35（木曜深夜） | 南日本放送         | 鹿児島県       |                                      |
| 2024年1月14日 -         | 日曜 1:58 - 2:28（土曜深夜） | テレビユー山形     | 山形県         |                                      |

インターネットでは、Disney+にて2024年1月3日から世界見放題独占配信のほか、YouTubeの「KADOKAWA Anime Channel」、ABEMAにて2024年1月10日から見逃し配信が実施される。
| 放送期間                | 放送時間                     | 放送局             | 対象地域       | 備考                                 |
| ----------------------- | ---------------------------- | ------------------ | -------------- | ------------------------------------ |
| 2025年1月8日 - 3月26日  | 水曜 23:00 - 23:30           | TOKYO MX           | 東京都         |                                      |
| 2025年1月9日 - 3月27日  | 木曜 0:30 - 1:00（水曜深夜） | BS日テレ           | 日本全域       | BS/BS4K放送 / 『アニメにむちゅ〜』枠 |
|                         |                              | サンテレビ         | 兵庫県         |                                      |
|                         | 木曜 1:00 - 1:30（水曜深夜） | KBS京都            | 京都府         |                                      |
|                         | 木曜 1:25 - 1:55（水曜深夜） | テレビ山梨         | 山梨県         |                                      |
|                         | 木曜 2:04 - 2:34（水曜深夜） | 長崎国際テレビ     | 長崎県         |                                      |
|                         | 木曜 2:15 - 2:45（水曜深夜） | テレビ静岡         | 静岡県         |                                      |
|                         | 木曜 2:28 - 2:58（水曜深夜） | IBC岩手放送        | 岩手県         |                                      |
|                         | 木曜 2:30 - 3:00（水曜深夜） | 新潟放送           | 新潟県         |                                      |
|                         |                              | テレビ新広島       | 広島県         |                                      |
|                         | 木曜 2:35 - 3:05（水曜深夜） | 日本海テレビ       | 鳥取県・島根県 |                                      |
|                         | 木曜 2:59 - 3:29（水曜深夜） | 北海道テレビ       | 北海道         | 『アニメな時間』枠                   |
|                         | 木曜 3:00 - 3:30（水曜深夜） | RKB毎日放送        | 福岡県         |                                      |
|                         | 木曜 23:00 - 23:30           | AT-X               | 日本全域       | CS放送 / 字幕放送 / リピート放送あり |
| 2025年1月10日 - 3月28日 | 金曜 1:29 - 1:59（木曜深夜） | ミヤギテレビ       | 宮城県         |                                      |
|                         | 金曜 2:00 - 2:30（木曜深夜） | あいテレビ         | 愛媛県         |                                      |
|                         | 金曜 2:06 - 2:36（木曜深夜） | 琉球放送           | 沖縄県         |                                      |
|                         | 金曜 2:26 - 2:56（木曜深夜） | チューリップテレビ | 富山県         |                                      |
|                         | 金曜 2:30 - 3:00（木曜深夜） | メ〜テレ           | 中京広域圏     |                                      |
| 2025年1月12日 - 3月30日 | 日曜 1:15 - 1:45（土曜深夜） | 福井テレビ         | 福井県         |                                      |
|                         | 日曜 1:58 - 2:28（土曜深夜） | テレビユー山形     | 山形県         |                                      |
|                         | 日曜 2:30 - 3:00（土曜深夜） | 鹿児島放送         | 鹿児島県       |                                      |

インターネットではDisney+（「スター」ブランド）にて2025年1月8日から見放題独占配信のほか、YouTubeの「KADOKAWA Anime Channel」、ABEMAにて2025年1月15日から見逃し配信が実施される予定。

### BD / DVD
| 発売日        | 収録話                   | 規格品番   | 規格品番   | 出典   |
| 発売日        | 収録話                   | BD BOX     | DVD        | 出典   |
| ------------- | ------------------------ | ---------- | ---------- | ------ |
| 2024年5月29日 | 第1期（第1話 - 第12話）  | ZMAZ-17361 | ZMSZ-17371 | [ 84 ] |
| 2025年5月28日 | 第2期（第13話 - 第24話） | ZMAZ-18141 | ZMSZ-18151 | [ 85 ] |

## コラボレーション
2024年12月24日より角川まんが学習シリーズ「どっちが強い!?」のコラボ企画でソウジロウとシャルクが登場する3分半ほどのボイスコミックが配信された。